# Leonard Gabriel Pociej
Leonard Gabriel Pociej (ur. 6 listopada 1632 roku – zm. 1 lutego 1695 roku) – wojewoda witebski od 24 października 1686 roku, sędzia ziemski brzeskolitewski w latach 1673–1686, podsędek brzeski litewski w latach 1671–1673, starosta rohaczewski, starosta żyżmorski, starosta suraski.
Urodził się jako szóste dziecko wśród licznego potomstwa  Zofii z Kazanowskich i Piotra Pocieja, pisarza ziemskiego brzeskiego litewskiego (1643). Leonard Pociej był wnukiem senatora województwa brzeskolitewskiego, a następnie unickiego metropolity, Adama Hipacego Pocieja.
Leonard Pociej karierę wojskową rozpoczął jako towarzysz wojsk litewskich od 1662, następnie porucznik chorągwi petyhorskiej, później husarskiej Marcjana Aleksandra Ogińskiego (bratanka żony).
W 1674 roku był elektorem Jana III Sobieskiego z województwa brzeskolitewskiego.
Poseł sejmiku trockiego na sejm zwyczajny 1677 roku. Poseł sejmiku brzeskolitewskiego na sejm 1678/1679 roku, poseł na sejm 1681 roku.